# Maybach W5
La Maybach W5 o 27/20 PS era un'autovettura di lusso prodotta dal 1926 al 1929 dalla casa automobilistica tedesca Maybach-Motorenbau.

## Storia e profilo
L'esigenza di una vettura come la W5 nacque dal fatto di dover proporre un modello più potente ed esclusivo della W3 già in commercio, e questo sia a causa delle prestazioni della W3 stessa, ritenute non ancora soddisfacenti, sia per il fatto che il motore da 5.7 litri della W3 soffriva spesso di battiti in testa, originando quindi un funzionamento che a lungo andare poteva causare danni al motore stesso e quindi alla costosissima vettura.
Introdotta nell'autunno del 1926, la W5 era in pratica un'evoluzione della W3 che quindi non sostituiva, ma che affiancò posizionandosi un gradino più in alto. Con la W3, il nuovo modello condivideva tra l'altro il telaio (in acciaio con profilatura ad U) e gran parte della meccanica. Si ritrovano perciò anche in questo caso l'avantreno ed il retrotreno ad assale rigido con molle a balestra ed i freni a tamburo sulle quattro ruote con comando a cavo. A tale proposito, una novità era rappresentata dall'introduzione del servofreno, che rendeva più agevole l'operazione di rallentamento e/o arresto della pesante autovettura.
Differente era inoltre il propulsore utilizzato, siglato W5 come la vettura, sempre a 6 cilindri in linea, ma della cilindrata di 6995 cm³. L'alimentazione era affidata sempre ad un carburatore doppio corpo prodotto direttamente dalla Casa madre, ma la distribuzione non era più ad un solo asse a camme laterale, ma a due, sempre posizionati lateralmente, mentre la disposizione delle valvole passò dalla configurazione "ad L" alla configurazione "a T", cioè con valvole laterali contrapposte, tra l'altro di maggior diametro in modo da consentire un migliore riempimento dei cilindri. La potenza massima erogata da questo motore era di 120 CV a 2800 giri/min, con una coppia massima di 417 Nm.
La trasmissione seguiva lo stesso metodo della W3, pertanto era presente un cambio epicicloidalea due marce più retromarcia.
Il peso del solo autotelaio della W5 era di 1.750 kg, ma a vettura finita si potevano raggiungere fino a 2.400 kg per una vettura con carrozzeria aperta (torpedo, cabriolet) e persino 2.700 kg per una limousine, senza contare che a pieno carico si potevano raggiungere addirittura 3.3 tonnellate di massa complessiva.
La velocità massima raggiunta dalla W5 era di 115 km/h, perciò non molto più alta di quella raggiunta dalla W3, nonostante i 50 CV in più. Per questo motivo, nel 1928, la W5 normale fu sostituita dalla W5 SG, che si differenziava dal modello precedente essenzialmente per il nuovo cambio epicicloidale a due marce più una terza marcia che potremmo considerare come l'overdrive dei cambi automatici arrivati in tempi più recenti. Si trattava di una marcia molto lunga, di riposo, per le velocità di crociera, dove i giri del motore vengono mantenuti bassi, ma la velocità raggiungibile è superiore. I tedeschi la chiamavano Schnellgang, ossia marcia veloce e grazie a tale espediente la W5 SG poteva effettivamente raggiungere i 130 km/h di velocità massima.
La W5 SG venne tolta di produzione nel 1929: in totale, tra W3 normali e W3 SG furono prodotti circa 300 esemplari, in ogni caso non più di 310. L'eredità della W5 SG venne raccolta dalla W6, introdotta nel 1931, ma già in quello stesso 1929 venne introdotto un nuovo modello con motore da 7 litri, vale a dire la Typ 12, la quale però proponeva un motore con frazionamento di tipo V12, più esclusivo, e che più tardi sarebbe andata ad evolversi nei modelli Zeppelin, che sarebbero arrivati fino ad 8 litri di cilindrata. Si può pertanto sostenere che la W5 SG è stata sostituita non da uno, ma da due modelli: la Typ 12 che strizzava l'occhio ad un livello di mercato più elevato, e la W6, che rimase entro la fascia di mercato occupata fino a due anni prima dalla W5 SG stessa.